# The Howl
The Howl (título original en italiano: L'urlo) es una película italiana de 1970 dirigida por Tinto Brass y protagonizada por Tina Aumont. Fue exhibida en la edición n.º 20 del Festival Internacional de Cine de Berlín.

## Sinopsis
Una novia fugitiva y un excéntrico vagabundo se embarcan en un viaje surrealista en un mundo retorcido que refleja la cultura pop, el sexo y la política en la década de 1960.

## Reparto
- Tina Aumont - Anita
- Gigi Proietti - Coso
- Nino Segurini - Berto Bertuccioli
- Germano Longo
- Giorgio Gruden
- Osiride Pevarello
- Attilio Corsini
- Carla Cassola
- Sam Dorras
- Tino Scotti
- Edoardo Florio